# Grote Postweg

De Grote Postweg.

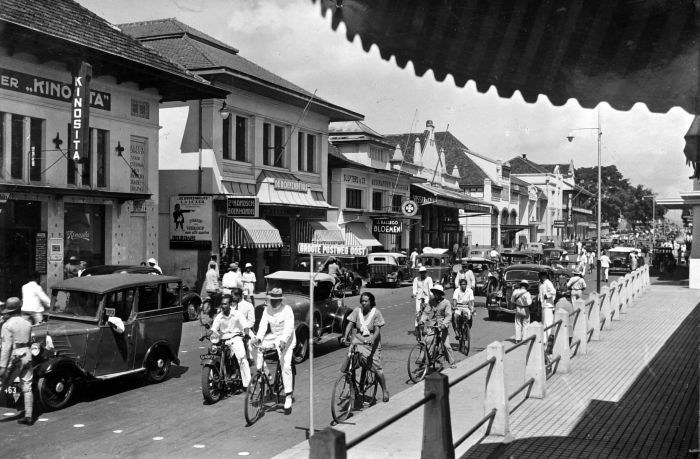
Grote Postweg Bandung 1938.

De Grote Postweg (Jalan Raya Pos in het Indonesisch) is een weg met een lengte van ongeveer 1.000 km, gelegen in het noordelijk deel Java van Anyer naar Panarukan. De weg werd met dwangarbeid aangelegd tijdens de regering van gouverneur-generaal Herman Willem Daendels.

## Militair belang
Toen Daendels aankwam op Java besloot hij om een transportroute in het noordelijk deel van Java aan te leggen om het eiland tegen een Britse aanval te beschermen. Het militair belang van deze route stond voorop; de weg had tot doel om een snelle verplaatsing van troepen mogelijk te maken. Het is onduidelijk of deze weg volledig nieuw was, of een uitbreiding of verharding van een al bestaande weg.
Daendels verplichtte elke inheemse heerser langs de geplande route om arbeiders te mobiliseren om aan de weg te werken. Er werden productiedoelen vastgesteld en als deze doelen niet werden gehaald, werden de verantwoordelijke inheemse heerser en zijn arbeiders gedood. Hun hoofden werden in de bomen langs de weg gehangen. Daendels toonde geen genade. William Thorn stelde dat de constructie aan twaalfduizend Javaanse dwangarbeiders het leven heeft gekost, en Nicolaus Engelhard, gouverneur aan de noordoostkust van Java, beweerde dat ten minste vijfhonderd dwangarbeiders in de heuvels van Megamendung waren gestorven. Hij noemde 'duizenden' slachtoffers als men de dwangarbeid bij de aanleg in Weleri en Pekalongan meerekende. De weg werd hierdoor binnen één jaar (1808) voltooid.

## Postroute
Naast het militaire belang was het een snelle route om vanaf 1810 per postkoets post en reizigers te vervoeren. Een reis van Batavia naar Semarang duurde in plaats van 10 à 14 dagen nog slechts 3 à 4 dagen. Ook bij het zich ontwikkelende vervoer over de weg was en is de route ook nu nog een belangrijke verbinding tussen de delen van Java. Over dezelfde route werden voor het toenemende verkeer snelwegen aangelegd.

## Lokaal belang
De route bood en biedt ook nu nog aan de lokale bevolking een snelle verbinding voor reizigers en handelswaar over grote afstanden te vervoeren en de ontwikkeling van aan de route liggende dorpjes en gehuchten tot belangrijke steden, zoals Sukabumi en Malang, en het nieuw gestichte Bandung.
Hoewel aanleg van de route veel mensenlevens kostte, wordt ook door huidige Indonesische historici gezien als een belangrijke vooruitgang. Hierdoor kreeg Daendels ook wel van de plaatselijke bevolking de titel: Raja (moedige en wijze koning). Door deze weg werd het namelijk mogelijk andere delen van Java in dagen, in plaats van weken, te bereiken. 
Aan de weg liggen te Bandung een aantal grote hotels, o.a. het Hotel Savoy Homann en het Grand Hotel Preanger. Ook de Jalan Braga komt uit op de Grote Postweg.

## Film
In 1996 maakte het Nederlandse Pieter van Huystee Film de film De Groote Postweg. De film werd vertoond in diverse bioscopen in Nederland, Italië en Frankrijk. De Indonesische schrijver Pramoedya Ananta Toer sprak de tekst in.